# 脂漏性角化症
脂漏性角化症（しろうせいかくかしょう、英語: seborrheic keratosis）は、加齢によって生じる良性のイボで、80歳になるとほぼ全員に見られる。老人性疣贅（ろうじんせいゆうぜい、老人性イボ、英:verruca senilis）ともいう。

## 症状
黒く表面がガサガサの腫瘤（出来物）。放置すると盛り上がりが強くなることもある。
中年期以降、顔、体などに形成される。手のひら、足の裏以外に生じ、50歳以上では80%以上の人々に生じる。良性の腫瘍。

## 鑑別
この中には、癌も含まれるため心配なら皮膚科を受診のこと。
- 日光角化症[1]
- 基底細胞癌[1]
- 悪性黒色腫[1]
- 老人性面皰

## 治療
悪性でないので、通常は治療は行わない。しかし、美容目的で切除を希望する人もいる。
凍結療法では、液体窒素で細胞を壊死させるが痛みは強い。凍結療法では一度で改善がある。保険適応。レーザー治療では、半年ほど紫外線防御が必要で保険適応外のため高額となる。以上では、施術するのが医師となるため通院が必要となり傷跡、色素沈着のリスクもある。
表皮の入れ替わりを促すためにレチノイドのタザロテン外用薬では、自宅で自分で外用薬を塗ることができる。15人での調査では16週間で約半数に改善効果があった。レチノイドのトレチノイン（オールトランスレチノイン酸）の外用薬では6週間後に改善効果が見られた。そこでレチノイドのトレチノインの透過率を高めるため皮膚にそのまま溶けるマイクロニードルの技術を使った薬剤伝達が開発されている。